# Homeoura obrieni
Homeoura obrieni là loài chuồn chuồn trong họ Coenagrionidae. Loài này được von Ellenrieder mô tả khoa học đầu tiên năm 2008.